# Liste der Kleindenkmale in Weißkirchen in Steiermark
Die Liste der Kleindenkmale in Weißkirchen zeigt die Kleindenkmale mit religiösem Bezug (Marterl, Wegkapellen und Wegkreuze) der Gemeinde Weißkirchen im steirischen Bezirk Murtal auf.
| Foto | Name                                        | Standort                                            | Beschreibung |
| ---- | ------------------------------------------- | --------------------------------------------------- | --- |
| ja   | Antoniuskreuz                               | Judenburgerstraße, vor dem Sportplatz Standort      | Das Antoniuskreuz steht an der Judenburgerstraße außerhalb des Sportplatzes. Der Zeitpunkt der Errichtung dieses alten Kreuzes ist nicht mehr eruierbar. In den achtziger Jahren erfolgte eine Renovierung, das Antoniusfresko stammt vom Künstler Rudolf Kotnik aus Marburg. |
| ja   | Nepomukstatue                               | Hauptplatz 1 Standort                               | Besitzer: Familie Gratzl. Steht in einer Nische im Hause Hauptplatz 1. Früher einmal ist der Johannes Nepomuk, auch „Brückenheiliger“ genannt, im Garten dieses Hauses nahe der Brücke über den Penkenbach gestanden. Der Penkenbach floss bis zu seiner Abdeckung (wo sich heute der Hauptplatz von Weißkirchen befindet) im Jahre 1950 offen durch den Markt und bescherte den Bewohnern zahlreiche Hochwasserkatastrophen.                                                                                           |
| ja   | Perfler-Bildstock                           | Webereistraße 8 Standort                            | Besitzer: Familie Perfler Das sogenannte „Türkenkreuz“ steht beim vlg. Kreuzbauer (Perfler). Es stammt mit Sicherheit aus der Türkenzeit und markiert jene Stelle, wo der alte Sandweg zur Weitmühle (heute Textilwerk Kufner) von der Obdacherstraße abzweigt. |
| ja   | Kreuz am Sportplatz                         | Judenburgerstraße Standort                          | Über dieses schlichte Wegkreuz, das an der Judenburgerstraße vor dem Weißkirchner Sportplatz steht, gibt es keine Unterlagen. Zuletzt wurde es im Jahre 1990 von der Marktgemeinde Weißkirchen renoviert. |
| ja   | Zellerkreuz                                 | Ortsausgang Weißkirchen, Zellerkreuzstraße Standort | Das Zellerkreuz steht am Ortsausgang Weißkirchens in Richtung Gaberl unter einer rund 600 Jahre alten Linde, welche ein Naturdenkmal ist. Das Kreuz selbst, das eigentlich „Mariazeller-Kreuz“ heißt und jahrhundertelang der Ausgangspunkt für die Fußwallfahrten der Weißkirchner nach Mariazell war, dürfte ca. 400 bis 500 Jahre alt sein. 1989 erfolgte eine grundlegende Renovierung. Die drei Steinplastiken (Zellermutter, Hl. Elisabeth und Hl. Walpurga) stammen vom akademischen Bildhauer Alfred Schlosser. |
| ja   | Grabmal Wintersberger ObjektID: 90767       | Judenburgerstraße Standort                          | Die Friedhofskapelle, Grabmal Wintersberger steht markant an der Westfront des vorderen Weißkirchner Friedhofes. Sie ist dem hl. Aloisius geweiht und findet als Priestergrabstätte Verwendung. |
| ja   | Bildstock Friedhof                          | Judenburgerstraße Standort                          | Bildstock am Friedhof. An jener Stelle im hinteren, neueren Teil des Friedhofes steht dieser Bildstock, der in den siebziger Jahren anstelle des alten, großen Friedhofkreuzes aufgestellt worden ist. |
| ja   | Maxlankreuz                                 | Standort                                            | Es stand ursprünglich als Abschluss des Kreuzweges von Weißkirchen nach Maxlan beim dortigen Kircherl. Es wurde unter Pfarrer Jakob Krasser (1956–1965) an der Nordseite der Weißkirchner Altkirche angebracht. |
| ja   | Franziskuskreuz im Pfarrhof ObjektID: 57817 | Zeltwegerstraße 5 Standort                          | Errichtet im Jahre 1985 vom akademischen Bildhauer Alfred Schlosser, der auch viele Grabstätten am örtlichen Friedhof geschaffen hatte. Es steht im Garten des Pfarrhofes Weißkirchen. |